# Picrorhiza kurrooa
Picrorhiza kurrooa är en grobladsväxtart som beskrevs av John Forbes Royle. Picrorhiza kurrooa ingår i släktet Picrorhiza och familjen grobladsväxter. Inga underarter finns listade i Catalogue of Life.